# Corona de lágrimas (telenovela de 2012)
Corona de lágrimas es una telenovela mexicana producida por José Alberto Castro para TelevisaUnivision. Es una nueva versión de la historia homónima producida por Valentín Pimstein en 1965, siendo adaptada por Jesús Calzada en su primera mitad y Ximena Suárez en su recta final. Tuvo su primera emisión a través de Las Estrellas —anteriormente conocida como Canal de las Estrellas— el 24 de septiembre de 2012 en sustitución de Un refugio para el amor.
Esta protagonizada por Victoria Ruffo, África Zavala, José María Torre, Alejandro Nones y Mane de la Parra, junto con Ernesto Laguardia, Adriana Louvier, Geraldine Bazán, Felipe Nájera y Martha Julia en los roles antagónicos. Acompañados por Maribel Guardia, Ana Belena y Lola Merino.
En agosto de 2021, José Alberto Castro anunció que la telenovela fue renovada para una segunda temporada, la cual, fue confirmada en el up-front de Grupo Televisa para el año 2022 y se estrenó el 29 de agosto de 2022.

## Trama

### Primera temporada
En la ciudad de Zacatecas, México, Refugio (Victoria Ruffo) y sus tres hijos, Patricio, Edmundo y el pequeño Ignacio son echados de su hogar por Baldomero (Alejandro Ávila). Completamente desamparados, pero gracias a un golpe de suerte y azares del destino, los cuatro llegan a la Ciudad de México, donde inician una nueva vida. Dieciocho años después, ya se han establecido en el pequeño departamento de una zona popular. Ella tiene un trabajo modesto como auxiliar de contaduría, y aunque padece graves problemas de la vista, no cuida lo suficiente su salud por atender las necesidades de sus hijos. El mayor, Patricio (Alejandro Nones) estudia Leyes, está a punto de recibirse y sueña con un futuro económico cómodo y próspero; Edmundo (José María Torre) estudia Medicina y es un alumno brillante aunque indisciplinado, al que le gustan los juegos de azar y apuestas, e Ignacio (Mane de la Parra), que sólo pudo terminar la secundaria porque trabaja en un taller mecánico, pues ayuda a su mamá a pagar gran parte de los gastos de la casa y los estudios universitarios de sus hermanos.
Patricio se ha hecho novio de Lucero (África Zavala), hija de Julieta (Maribel Guardia), una amable mujer quien los hospedó en su casa cuando llegaron a la ciudad, pero al poco tiempo, la rechaza cuando conoce a Olga (Adriana Louvier), una muchacha voluble -que padece problemas psiquiátricos- cuya fortuna lo deslumbra. Los lujos y el ansia de riqueza llevan a Patricio a avergonzarse de su familia y a mentir sobre su origen, llegando al extremo de inventar una vida que no tiene, negar a su madre y despreciar a sus hermanos. Olga comienza a dudar de las mentiras de Patricio, por lo que lo espía y descubre que vive muy modestamente en la vecindad. Expuesto, él le miente de nuevo diciéndole que Refugio fue su nana, y como padece una enfermedad mental, tiene que cuidarla como agradecimiento. Ella lo admira por caritativo. Luego de que Patricio la terminara, Edmundo comienza a cortejar a Lucero, lastimando sin querer a Ignacio, quien la amaba en secreto; y Refugio trata en vano de hacer que Patricio entienda que con Olga, aunque esté rodeado de riqueza, nunca será feliz.
Olga le pide a su padre, el jurista Rómulo Ancira (Ernesto Laguardia), emplear a Patricio en su bufete jurídico hasta llegar a hacerlo socio. Como el padre está harto de los caprichos de la hija, accede y pronto anuncia su compromiso matrimonial de ambos. A raíz de su boda, Patricio se distancia totalmente de su madre y sus hermanos. Cuando Refugio intenta acercarse a Olga para explicarle quién es y recuperar el cariño de su hijo, sólo recibe humillaciones. Esto le gana pleitos con Edmundo e Ignacio, que están convencidos de que Patricio es el hijo favorito. Tiempo después Patricio se entera de que su padre no es el mismo que el de los otros, acusa a su madre de infiel y le exige no volver a acercársele.
En consecuencia, Refugio cae en una depresión severa que la lleva a perder su empleo y agrava su pérdida de la vista. Ni Edmundo ni Ignacio parecen ser capaces de consolarla, pero se proponen sacarla adelante. El primero, buscando dinero fácil con un negocio ilegal de tráfico y venta de estupefacientes, y el segundo, endeudándose y participando en peleas de boxeo. Edmundo no tarda en caer en la cárcel y la situación se agrava cuando Ignacio acude a Patricio para pedirle defenderlo ante la Ley y éste se niega.
La vida matrimonial de Patricio y Olga es un desastre. Olga da a luz a una hija a la que rechaza; esto propicia que se sepa la verdad sobre el origen de Patricio, con lo que el mundo de lujo y comodidad de Patricio se desmorona.
Cuando el hombre responsable de que Refugio y sus hijos hayan tomado el opción de irse años atrás a la Ciudad de México vuelve a cruzarse en sus vidas por casualidad, Patricio se entera de la verdad de su origen y de los esfuerzos de su madre a pesar de las adversidades. El dolor de sus propios fracasos, ha vencido la arrogancia de Patricio, quien ruega a Refugio perdonarlo y accede a defender a su hermano, tras de lo cual se recupera la armonía familiar.

### Segunda temporada
En esta temporada, Refugio y su familia vuelven a juntarse para ponerse al tanto de sus vidas, 10 años después, volviéndose una fortaleza incondicional para sus hijos, donde en este tiempo actual, sus vidas afrontan nuevos desafíos y conflictos, sin embargo, el amor y solidaridad del núcleo familiar Chavero, y bastante en particular en el caso de Refugio, los hará de juntar de nueva cuenta una vez que tengan que desafiar nuevamente a Rómulo Ancira, quien burla a la justicia por medio de trampas e influencias; primero logrando su libertad condicional para después exonerarse ante la ley.
Rómulo tiene como fin recuperar su prestigio, su reputación y fortuna, teniendo como principal objetivo, vengarse de Patricio, ya que hace 10 años atrás, desde que el fue encarcelado, lo  llevó a juntar suficiente odio y rencor tanto en su contra como en contra de los Chavero.
De nuevo, Refugio confrontará con elección y certeza los sufrimientos y sacrificios que involucra ser mamá, sin embargo, por igual disfrutará de las alegrías y satisfacciones que conlleva su éxito contra la adversidad.

## Reparto

### Principales
- Victoria Ruffo como Refugio Hernández
- Maribel Guardia como Julieta Vásquez vda. de Rojas
- Ernesto Laguardia como Rómulo Ancira
- África Zavala como Lucero Rojas Vásquez[9]
- Adriana Louvier como Olga Ancira Cervantes #1 (temporada 1)
- José María Torre como Edmundo «Mundo» Chavero Hernández
- Mane de la Parra como Ignacio «Nachito» Chavero Hernández
- Alejandro Nones como Patricio «Pato» Chavero Hernández
- Lola Merino como Mercedes Cervantes de Ancira
- Martha Julia como Flor Escutia Borbolla (principal, temporada 1; recurrente, temporada 2)
- Arturo Carmona como Apolinar «Polo» Pantoja
- Juan Carlos Casasola como Benjamín «Contador» Aguilar (temporada 1)
- Amairani como Érika Cordero
- Raquel Garza como Martina Requena vda. de Durán
- Érika García como Margarita Ríos «Magos» (temporada 1)
- Ulises de la Torre como Agustín Galindo
- Mauricio García-Muela como Raúl Cervantes (temporada 1)
- Felipe Nájera como Marco Cervantes (temporada 1)
- Fabiola Guajardo como Norma Villar (temporada 1)
- Axel Ricco como José Antonio Barajas «El Pollo» (temporada 1)
- Elizabeth Guindi como Aurora de Cervantes (temporada 1)
- Ilithya Manzanilla como Sandra Cervantes (temporada 1)
- Cassandra Sánchez-Navarro como Consuelo María del Pilar Durán Requena «Chelito» (principal, temporada 1; recurrente, temporada 2),
- Javier Ruán como Isaías Requena (temporada 1)
- Carlos Girón como César Durán Requena (principal, temporada 1; recurrente, temporada 2)
- Juan Peláez como Eliseo Marrufo (temporada 1)
- Perla Encinas como Zaida Méndez (temporada 1)
- Pedro Moreno como el Juez Julián Corona (principal, temporada 1; invitado, temporada 2),
- Ivonne Herrera como Lula (temporada 1)
- Demian Gabriel como El Pinzas (temporada 1)
- Vicente Torres como Silvestre
- René Strickler como Lázaro Huesca (temporada 2)[9]
- Sharis Cid como Diana (temporada 2)[9]
- Geraldine Bazán como Olga Ancira Cervantes #2 (temporada 2)[10]
- Ana Belena como Fernanda Varela (temporada 2)[9][11]
- Lisardo como el Dr. Rogelio Cáceres (temporada 2)[9]
- Daniela Álvarez como Eréndida (temporada 2)
- Sebastián Poza como Renato Corona (temporada 2)[9]
- Claudia Zepeda como Rebeca Corona (temporada 2)
- Paulette Hernández como Roxana (temporada 2)
- Ricardo Mendoza «El Coyote» como Fidel (temporada 2)
- José Roberto Pisano como el Fiscal Germán Morales (temporada 2)
- Carlos Velasco como Iñigo (temporada 2)
- Lara Campos como Esperanza «Petita» Chavero Ancira (temporada 2)
- Roxana Castellanos como Leonarda (temporada 2)

### Recurrentes e invitados especiales
- Mariluz Bermúdez como Cassandra Orozco (temporada 1)
- Brenda Kellerman como Roxana (temporada 1)
- Mónica Blanchet como Melissa (temporada 1)
- Zadkiel Molina como Tino (temporada 1)
- Emireth Rivera como Lic. Delia Orozco (temporada 1)
- Mario Casillas como Gastón (temporada 1)
- José María Negri como Dr. Ávalos (temporada 1)
- Tania Riquenes como Daira América (temporada 1)
- Vanessa Cure como Noelia (temporada 1)
- Alejandro Ávila como Baldomero Chavero
- Humberto Elizondo como Ulloa (temporada 2)[9]
- Moisés Arizmendi como Bátiz (temporada 2)
- María Clara Zurita como Guillermina (temporada 2)

## Episodios
| Temporada | Temporada | Episodios | Episodios | Emisión original         | Emisión original      |
| Temporada | Temporada | Episodios | Episodios | Primera emisión          | Última emisión        |
| --------- | --------- | --------- | --------- | ------------------------ | --------------------- |
|           | 1         | 112       | 112       | 24 de septiembre de 2012 | 24 de febrero de 2013 |
|           | 2         | 110       | 110       | 29 de agosto de 2022     | 27 de enero de 2023   |

## Producción
La producción inició oficialmente las grabaciones el 6 de agosto de 2012. La serie fue filmada en varios lugares de Acapulco, Zacatecas y Tijuana. La producción finalizó oficialmente las grabaciones el 21 de febrero de 2013. Evita Muñoz reaccionó a la telenovela diciendo que no tenía nada que ver con la versión producida en 1965; La actriz comentó que Victoria Ruffo no debería haber sido elegida como protagonista, porque en la versión original la actriz era un poco mayor.

## Audiencias
| Temporada | Horario (CT)                                                                     | Episodios | Primera emisión          | Primera emisión      | Última emisión        | Última emisión       | Prom. de espectadores (millones) |
| Temporada | Horario (CT)                                                                     | Episodios | Fecha                    | Audiencia (millones) | Fecha                 | Audiencia (millones) | Prom. de espectadores (millones) |
| --------- | -------------------------------------------------------------------------------- | --------- | ------------------------ | -------------------- | --------------------- | -------------------- | -------------------------------- |
| 1         | Lunes a viernes 16:15 - 17:15 h. (eps. 1-110) Domingo 19:00 - 21:00 h. (ep. 111) | 111       | 24 de septiembre de 2012 | 20.3[cita requerida] | 24 de febrero de 2013 | 28.7                 | —                                |
| 2         | Lunes a viernes 18:30 - 19:30 h.                                                 | 110       | 29 de agosto de 2022     | 2.3                  | 27 de enero de 2023   | 3.4                  | 2.4                              |

## Premios y nominaciones

### Premios TVyNovelas 2013
| Categoría                           | Nominados                                | Resultados |
| ----------------------------------- | ---------------------------------------- | ---------- |
| Mejor telenovela                    | José Alberto Castro                      | Nominada   |
| Mejor actriz protagónica            | Victoria Ruffo                           | Ganadora   |
| Mejor actriz de reparto y coestelar | África Zavala                            | Nominada   |
| Mejor actriz revelación             | Cassandra Sánchez-Navarro                | Ganadora   |
| Mejor actor revelación              | Axel Ricco                               | Ganador    |
| Mejor tema musical                  | «Corona de Lágrimas» por Cristian Castro | Nominado   |
| Mejor dirección de escena           | Juan Carlos Muñoz y Alejandro Gamboa     | Nominados  |

### Premios Bravo 2013
| Categoría              | Nominados         | Resultados |
| ---------------------- | ----------------- | ---------- |
| Mejor primera actriz   | Victoria Ruffo    | Ganadora   |
| Mejor actor antagónico | Ernesto Laguardia | Ganador    |